# CAVA Challenge Cup 2019 (damer)
CAVA-mästerskapen 2019 i volleyboll för damer spelades 9-14 november 2019 i Shaheed Suhrawardi Indoor Stadium, Mirpur (Dhaka), Bangladesh. Det var den första upplaga av CAVA Challenge Cup och turneringen organiserades gemensamt av AVC och Bangladesh Volleyball Federation. Fem landslag från CAVA:s medlemsförbund deltog. Nepal vann mästerskapet genom att besegra Maldiverna i finalen.

## Format
Tävlingen genomfördes med seriespel följt av final mellan de två främsta lagen och match om tredjepris mellan lag 3 och 4 i serien.

## Resultat[3]

### Seriespel

#### Matcher
| 9 november 2019 Shaheed Suhrawardi Indoor Stadium, Mirpur Speltid: 2:26 - Åskådare: 600   | Kirgizistan | 2 - 3 | Maldiverna  | 24-26, 25-22, 25-14, 18-25, 10-15 |
| 9 november 2019 Shaheed Suhrawardi Indoor Stadium, Mirpur Speltid: 1:02 - Åskådare: 3 000 | Afghanistan | 0 - 3 | Bangladesh  | 9-25, 9-25, 3-25                  |
| 10 november 2019 Shaheed Suhrawardi Indoor Stadium, Mirpur Speltid: 0:59 - Åskådare: 250  | Afghanistan | 0 - 3 | Nepal       | 4-25, 9-25, 6-25                  |
| 10 november 2019 Shaheed Suhrawardi Indoor Stadium, Mirpur Speltid: 1:26 - Åskådare: 350  | Bangladesh  | 0 - 3 | Maldiverna  | 16-25, 25-27, 22-25               |
| 11 november 2019 Shaheed Suhrawardi Indoor Stadium, Mirpur Speltid: 1:18 - Åskådare: 350  | Kirgizistan | 0 - 3 | Nepal       | 15-25, 19-25, 20-25               |
| 11 november 2019 Shaheed Suhrawardi Indoor Stadium, Mirpur Speltid: 0:59 - Åskådare: 100  | Afghanistan | 0 - 3 | Maldiverna  | 6-25, 7-25, 8-25                  |
| 12 november 2019 Shaheed Suhrawardi Indoor Stadium, Mirpur Speltid: 1:04 - Åskådare: 250  | Afghanistan | 0 - 3 | Kirgizistan | 6-25, 7-25, 15-25                 |
| 12 november 2019 Shaheed Suhrawardi Indoor Stadium, Mirpur Speltid: 1:02 - Åskådare: 480  | Bangladesh  | 0 - 3 | Nepal       | 7-25, 6-25, 6-25                  |
| 13 november 2019 Shaheed Suhrawardi Indoor Stadium, Mirpur Speltid: 1:01 - Åskådare: 300  | Maldiverna  | 0 - 3 | Nepal       | 14-25, 5-25, 13-25                |
| 13 november 2019 Shaheed Suhrawardi Indoor Stadium, Mirpur Speltid: 2:08 - Åskådare: 560  | Bangladesh  | 3 - 2 | Kirgizistan | 9-25, 15-25, 25-21, 25-17, 15-11  |

#### Tabell
| Pos | Lag             | M | V | F | P  | SV | SF | SK    | BV  | BF  | BK    | Kvalificering       |
| --- | --------------- | - | - | - | -- | -- | -- | ----- | --- | --- | ----- | ------------------- |
| 1   | Nepal (V)       | 4 | 4 | 0 | 12 | 12 | 0  | MAX   | 300 | 124 | 2,419 | Final               |
| 2   | Maldiverna (V)  | 4 | 3 | 1 | 8  | 9  | 5  | 1,800 | 286 | 261 | 1,096 | Final               |
| 3   | Bangladesh (V)  | 4 | 2 | 2 | 5  | 6  | 8  | 0,750 | 246 | 272 | 0,904 | Match om tredjepris |
| 4   | Kirgizistan (V) | 4 | 1 | 3 | 5  | 7  | 9  | 0,778 | 330 | 294 | 1,122 | Match om tredjepris |
| 5   | Afghanistan     | 4 | 0 | 4 | 0  | 9  | 12 | 0,750 | 89  | 300 | 0,297 |                     |

### Match om tredjepris[4]
| 14 november 2019 Shaheed Suhrawardi Indoor Stadium, Mirpur Speltid: 1:18 - Åskådare: 520 | Bangladesh | 0 - 3 | Kirgizistan | 13-25, 14-25, 12-25 |

### Final[4]
| 14 november 2019 Shaheed Suhrawardi Indoor Stadium, Mirpur Speltid: 1:09 - Åskådare: 3 200 | Nepal | 3 - 0 | Maldiverna | 25-13 25-12 25-8 |

## Slutplaceringar[4]
| Pos. | Lag         |
| ---- | ----------- |
|      | Nepal       |
|      | Maldiverna  |
|      | Kirgizistan |
| 4    | Bangladesh  |
| 5    | Afghanistan |

## Individuella utmärkelser[4]
| Utmärkelse              | Namn               | Lag         |
| ----------------------- | ------------------ | ----------- |
| Bästa spiker            | Pratibha Mali      | Nepal       |
| Bästa passare           | Madina Mirlan Kyzy | Kirgizistan |
| Bästa blockare          | Bithe              | Bangladesh  |
| Bästa libero            | Salina Shrestha    | Nepal       |
| Mest värdefulla spelare | Pratibha Mali      | Nepal       |